# قرقاول ادوارد
قرقاول ادوارد (نام علمی: Lophura edwardsi) نام یک گونه از زیرخانواده قرقاولیان است.